# Fülleborns honingzuiger
De Fülleborns honingzuiger (Cinnyris fuelleborni; synoniem: Nectarinia fuelleborni) is een zangvogel uit de familie Nectariniidae (honingzuigers).

## Verspreiding en leefgebied
Deze soort telt 2 ondersoorten:
- C. f. fuelleborni: centraal en zuidelijk Tanzania, noordoostelijk Zambia en noordelijk Malawi.
- C. f. bensoni: zuidelijk Malawi en noordelijk Mozambique.